# Calocybe
Genre
Calocybe est un genre de champignons basidiomycètes de la famille des Lyophyllaceae.
Le terme est tiré du grec kalos, "beau" et kubê, "tête". Bien qu'ils ne soient pas les seuls à avoir une belle tête, il est vrai que ce sont généralement des champignons à chapeau charnu sur un pied plutôt court.

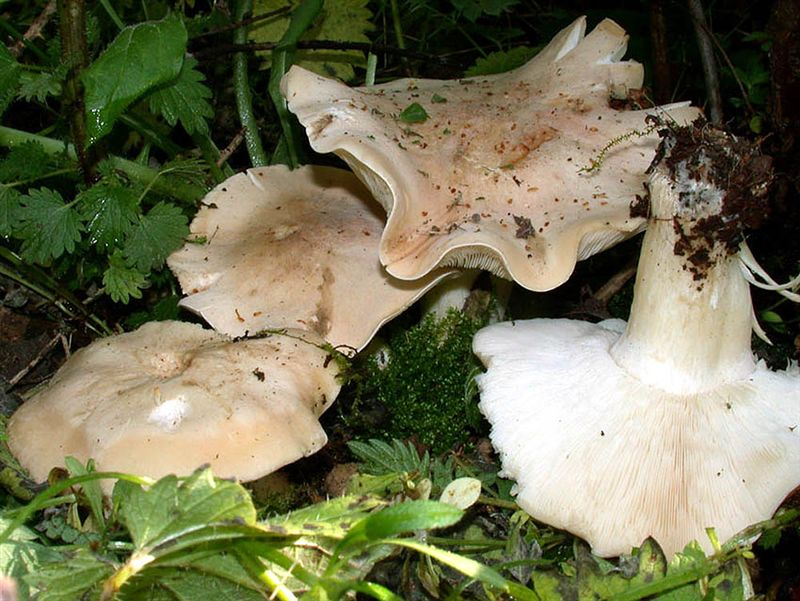
Calocybe gambosa, [http://users.skynet.be/jjw.myco.mons/index.html photo Jean-Jacques Wuilbaut

Créé en 1962, ce genre regroupe un certain nombre d'espèces précédemment classées dans les tricholomes, dont les principales sont :
- Calocybe carnea (image sur un site externe)
- Calocybe chrysenteron (image sur un site externe
- Calocybe gambosa, qui est l'espèce type
- Calocybe ionides (image sur un site externe)